# 石川節子
石川 節子（いしかわ せつこ、旧姓 堀合、1886年〈明治19年〉10月14日 - 1913年〈大正2年〉5月5日）は日本の女性歌人。石川啄木の妻。

## 生涯
1886年（明治19年）に岩手県南岩手郡上田村上田新小路11番地（現在の岩手大学農業資料館付近）に生まれる。堀合家は南部家臣の家系であり、父忠操は岩手郡役所に勤めていた。節子が生まれて3年半後の1890年（明治23年）4月に一家は新山小路に転居している。
1892年（明治25年）に盛岡第一尋常小学校を、1899年（明治32年）3月に盛岡高等小学校を卒業する。その後ミッションスクール私立盛岡女学校(現盛岡白百合学園中学校・高等学校)に入学。このころ啄木と知り合う。知り合った理由については堀合家に寄寓していた先輩、山崎廉平を訪ねた時に知り合ったとする説、寄寓先の隣家が堀合家であったため知り合ったとする説、渋民村の親戚のもとを訪問した節子が宝徳寺に遊びに行くうちに知り合ったとする説がある。なお、このうち寄寓先の隣家が堀合家であったとする説は啄木の妹である三浦ミツが著書『悲しき兄啄木』で否定しており、このころの啄木と節子の間にはまだ何も芽生えていなかっただろうと語っている。
1902年（明治35年）に盛岡女学校を卒業後啄木と婚約し、滝沢村立篠木尋常高等小学校（現在の滝沢市立篠木小学校）の代用教員となる。1905年（明治38年）3月に退職し、5月12日に啄木と入籍。石川節子となる。結婚当初3週間ほどは盛岡市中央通3丁目にて暮らしたが、7月に盛岡市加賀野磧町（現在の加賀野1丁目）に移り住む。ここで啄木は文芸誌『小天地』を発行しており、節子も家事の合間に作った歌を掲載している。1906年（明治39年）3月4日に啄木が代用教員となったことで渋民へ移り、同年12月29日に長女、京子を出産する。
翌1907年（明治40年）5月5日に啄木は単身函館に渡り、職を転々とする。7月7日に節子も京子を連れて函館に移るが8月25日の大火にて啄木は職場を失い、翌月に啄木は小樽日報に入社するが退職、1908年（明治41年）1月19日に釧路新聞に入社し、節子と京子を残して釧路に単身赴任する。4月5日に啄木は節子らを宮崎郁雨に預け単身上京、郁雨の援助を受けることを申し訳なく思った節子は函館市立宝小学校で代用教員を務めた。
1909年（明治42年）に啄木が東京朝日新聞社に入社したことで節子らは再び啄木と共に生活するようになる。1910年（明治43年）10月4日、節子は長男の真一を出産するが、同月27日に早世している。
啄木は1912年（明治45年）4月13日に肺結核で死去する。同年6月14日に次女、房江を出産。節子は二人の子供を連れて前年の1911年（明治44年）に盛岡から函館に移っていた実家へと帰っている。
1913年（大正2年）5月5日、肺結核にて死亡。

## 歌碑
- 石川啄木記念館[8]
- 岩手大学構内 - 節子誕生の地として2008年（平成20年）に井戸が復元され、啄木と節子の歌碑が作られている[9]。
- 滝沢市立篠木小学校 - 2009年（平成21年）10月建立[10]。
- 岩山公園[11]